# Hanna Mangan-Lawrence
Hanna Mangan-Lawrence (Londra, 5 marzo 1991) è un'attrice britannica naturalizzata australiana, conosciuta in Australia principalmente per il suo ruolo di Holly nella serie Bed of Roses per il quale ha ricevuto una nomination agli AFI Award nel 2008 e una nomination per i Logie Award nel 2009, ed è conosciuta in tutto il mondo per il ruolo di Sepia nella serie a tema storico di Starz, Spartacus: Vengeance.

## Biografia
Mangan-Lawrence ha iniziato la sua carriera nei film nel 2005 con i cortometraggi, Simulation 1201 e Galore.  A ciò è seguito un ruolo nel cortometraggio Sexy Thing, accettato al Festival di Cannes.
Mangan-Lawrence era nel cast del film horror del 2008, Acolytes, diretto da John Hewitt, mostrato per la prima volta nel 2008 al Toronto International Film Festival. In Acolytes, ha interpretato il ruolo di Chasely, una ragazza ingenua e civettuola. Ha partecipato poi al film di Nash Edgerton, The Square, come Lily.
Nel 2009, è apparsa nel film Lucky Country, diretto da Kriv Stenders.
Mangan-Lawrence ha partecipato alla serie australiana Bed of Roses, andata in onda sulla ABC, interpretando Holly Atherton.
Nel 2012, Mangan-Lawrence ha recitato nel film Thirst a fianco di Myles Pollard, Victoria Haralabidou, e Tom Green. Ha anche interpretato Sepia, nella serie Spartacus: Vengeance.

### Vita privata
Mangan-Lawrence è la figlia di Maggie Mangan, un'insegnante di inglese e drammaturga, e suo padre Ray è un insegnante di geografia, economia e affari. Ha una sorellastra Roisin e due fratellastri Liam e Reuben, da parte del padre, e una sorellastra Zoe, figlia della sua matrigna Paddy, anche lei un'insegnante. Ha rappresentato l'Australia oltremare come ginnasta. Nel 2005, ha vinto il premio "Acrobata dell'anno" ai Gymnastics Australia National Awards. Nel 2009, Mangan-Lawrence ha ricevuto il diploma alla Newtown High School of the Performing Arts.
Dal 2016 a inizio 2017 ha frequentato l'attore e co-star di Containment, Chris Wood. Nel 2018 ha sposato il produttore Omar Bastos e il 7 marzo 2019 sono diventati genitori di un bambino, Roman.

## Filmografia
- Sexy Thing - cortometraggio (2006)
- Acolytes, regia di Jon Hewitt (2008)
- The Square, regia di Nash Edgerton (2008)
- Bed of Roses - serie TV, 26 episodi (2008-2011)
- Lucky Country, regia di Kriv Stenders (2009)
- Rescue: Special Ops - serie TV (2009)
- X: Night of Vengeance, regia di Jon Hewitt (2011)
- Golden Girl - cortometraggio (2011)
- Thirst, regia di Robert Carter (2012)
- Spartacus: Vengeance - serie TV, 9 episodi (2012)
- Old School - serie TV, 8 episodi (2014)
- The Reckoning, regia di John V. Soto (2014)
- The Reach - Caccia all'uomo (Beyond the Reach), regia di Jean-Baptiste Léonetti (2014)
- Point of Honor, regia di Randall Wallace  - film TV (2015)
- Containment - serie TV, 13 episodi (2016)
- Red Dog - L'inizio (Red Dog: True Blue), regia di Kriv Stenders (2016)